# Alexandre Tarrieu
Pour les articles homonymes, voir Tarrieu.
Ne doit pas être confondu avec Alexandre Tardieu.
Alexandre Tarrieu, né le 2 juin 1978 à Amiens, est un vernien français.

## Biographie
Alexandre Tarrieu fait ses études à l'université de Perpignan puis à l'université de Picardie où il obtient une licence en Lettres modernes et en philosophie. Il devient enseignant en 2001.
Il découvre Jules Verne vers 8-9 ans avec Les Frères Kip et L'Île mystérieuse mais étudie d'abord Émile Zola, Jules Romains et Dylan Thomas avant de se concentrer sur Verne. Il entre au Centre international Jules-Verne en 1997 puis en devient membre du Conseil d'administration en 2005. Secrétaire-adjoint (2006), puis secrétaire général (2010), il en est élu président en mars 2012, fonction qu'il quitte en mars 2015 mais reste vice-président de l'association.
Membre du comité de rédaction de la Revue Jules Verne depuis 1999, revue dont il a coordonné plusieurs numéros, il en est le directeur depuis 2012. Il est aussi membre de la Société Jules-Verne depuis 2001.
Il participe en 2004 à l'enregistrement de l'opéra-bouffe de Jacques Offenbach Le Docteur Ox, mis en scène par Stéphan Druet, tiré du roman de Jules Verne,. En 2005, son ouvrage publié chez Larousse, Jules Verne : De la science à l'imaginaire, écrit avec Philippe de la Cotardière et Jean-Paul Dekiss, reçoit le prix Roberval ainsi que le prix spécial du Festival d'astronomie de Haute-Maurienne-Vanoise.
En 2014, il participe au film de Georges Tillard, Jules Verne, en Somme, avec Philippe Valetoux et Samuel Sadaune.
En novembre 2019, il publie le premier volume d'un Dictionnaire des personnes citées par Jules Verne, dont des extraits ont paru dans diverses revues dans les vingt années précédentes. Le deuxième volume est publié en janvier 2022 et le troisième en mars 2024. 

### Vie privée
Il est marié depuis 2003 à Clémence et a quatre enfants.
Outre Verne, il travaille aussi sur Vercors et a une inclination particulière pour les œuvres de Frans Emil Sillanpää.

## Publications
Parmi les ouvrages ou textes dont il est l'auteur :
- Jules Verne : De la science à l'imaginaire, avec Philippe de la Cotardière et Jean-Paul Dekiss, Larousse, 2004.
- Jules Verne, le poète de la science, avec Samuel Sadaune et Agnès Marcetteau-Paul, Éditions du Timée, 2005.
- Jules Verne entre Science et Mythe, avec Simone Vierne, Ellug, 2005
- Le bestiaire extraordinaire de Jules Verne, composé par Céline Giton, Le Castor Astral, 2011 (postface).
- Dictionnaires des personnes citées par Jules Verne, vol. 1, A-E, Ediciones Paganel, 2019, 320 p.  (ISBN 9788409162468)
- Dictionnaires des personnes citées par Jules Verne, vol. 2, F-M, Ediciones Paganel, 2022, 346 p.
- Dictionnaires des personnes citées par Jules Verne, vol. 3, N-Z, Ediciones Paganel, 2024, 330 p.

Il a aussi participé à Jules Verne en mer et contre tous (Magellan, 2005) et à Dans le sillage de Jules Verne au Crotoy (2009), de Philippe Valetoux.